# Datana rotundata
Datana rotundata är en fjärilsart som beskrevs av Max Wilhelm Karl Draudt 1934. Datana rotundata ingår i släktet Datana och familjen tandspinnare. Inga underarter finns listade i Catalogue of Life.